# Geodorum citrinum
Geodorum citrinum là một loài thực vật có hoa trong họ Lan. Loài này được Jacks. mô tả khoa học đầu tiên năm 1811.